# Warsteiner
Warsteiner Brauerei Haus Cramer KG, abreviado Warsteiner Brauerei (en español, "Cervecera Warsteiner") es una de las mayores cerveceras independientes de Alemania. Su cerveza más popular es Warsteiner.

## Historia
En 1753 un agricultor de nombre Konrad Cramer pagó por primera vez el impuesto por la fabricación de cerveza. Warsteiner Brauerei Haus Cramer KG es desde entonces una empresa familiar, que ha pasado de generación en generación.
Sin embargo, la expansión de la empresa no comenzaría hasta 1884 con la llegada del ferrocarril, lo que permitió a la empresa ampliar su radio de influencia.
Con el descubrimiento de la fuente de agua natural Kaiserquelle, la cervecera se ha concentrado desde 1928 en la producción de pils. Con una capacidad de más de 100.000 hectolitros al año, la cervecera se convierte en los años 1960 en una de las mayores de Alemania. En 1984 alcanzó los 2 millones de hectolitros copando entonces el mercado alemán. 

## Cervezas
- Warsteiner Premium :
  - Verum
  - Dunkel
  - Alkoholfrei
  - Radler
  - Orange
  - Lemon
  - Cola

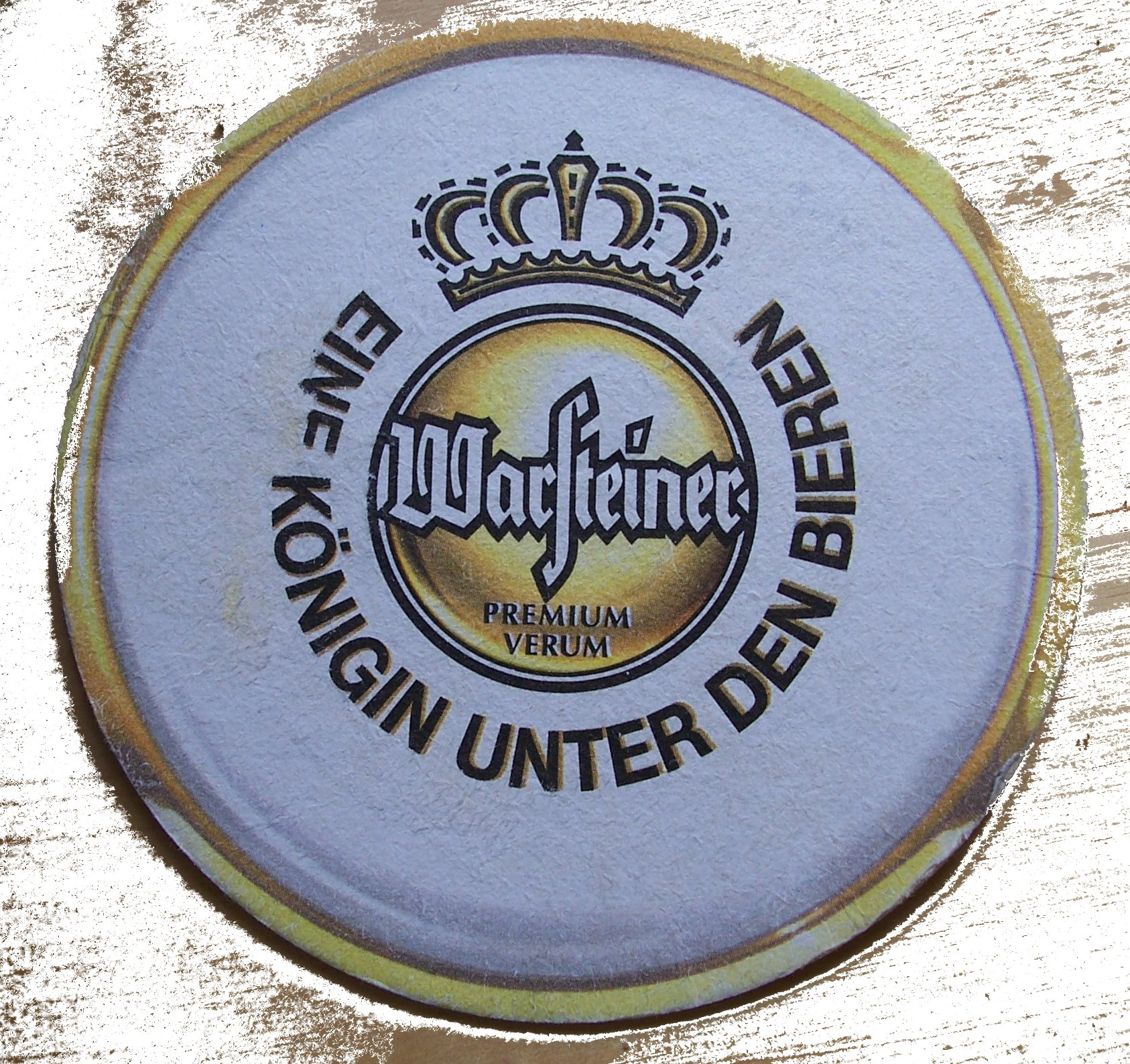
Chapa de Premium Verum

- König Ludwig (König Ludwig Schlossbrauerei Kaltenberg) :
  - Hell
  - Weißbier
  - Dunkel
- Weissenburg Pilsener
- Herforder (Herforder Brauerei GmbH & Co. KG) :
  - Pils
- Paderborner :
  - Pilsener
  - Gold Pilsener
  - Export
  - Alt
  - Cola
  - Radler
- Frankenheim (Brauerei Frankenheim) :
  - Alt
  - Blue
  - Alkoholfrei
- Isenbeck (también en Camerún con SIAC)
  - Premium Pils

## Expansión internacional
La empresa alemana intenta desde hace años expandirse en el mercado africano. En Camerún adquirió la cervecera SIAC-Isenbeck para lo que expulsó a su director general y fundador en 2003. El caso se encuentra aún en un procedimiento judicial internacional de París. 